# Wolfeboro (hrabstwo Carroll)
Wolfeboro – jednostka osadnicza w Stanach Zjednoczonych, w stanie New Hampshire, w hrabstwie Carroll.